# 10849 Onigiri
10849 Onigiri eller 1995 BO1 är en asteroid i huvudbältet som upptäcktes den 25 januari 1995 av den japanska astronomen Satoru Otomo i Kiyosato.  Den är uppkallad efter den japanska maträtten Onigiri.
Asteroiden har en diameter på ungefär 4 kilometer.